# Ajándékregénytár
Ajándékregénytár c. regény-könyvsorozat, amely a Brassói Lapok és a Népújság kiadásában 1933. október és 1935. augusztus közt jelent meg és 23 regényt adott közre. A műveket először a napilapokban közölték, s a félretett szedésről nyomtattak könyvváltozatot. "Jó irodalmat, olcsón" volt a kiadó jelszava, s a könyvek jegyzéke igazolta a törekvést.
A szerzők erdélyiek, köztük van két-két regénnyel Kovács György (Varjak a falu felett; A tűz kialszik) és Károly Sándor (Látomás; Váratlan vendég), Tomcsa Sándor Szvoboda Augusztin rémtette c. regénye a szerző saját címlapjával, Baradlai László, Csányi Piroska, Dánér Lajos, Erdélyi Ágnes, Farkas Aladár, Finta Zoltán, Gábor István, Kakassy Endre egy-egy kötete s Molter Károlytól a Faluszerző.